# UD Fuerteventura
Unión Deportiva Fuerteventura is een voormalige Spaanse voetbalclub uit Puerto del Rosario, dat op het Canarische eiland Fuerteventura ligt.
De club werd in 2004 opgericht en speelde haar wedstrijden in het Estadio Los Pozos. De voetballers die bij deze club speelden, kwamen allen uit Spanje. De ploeg werd ontbonden aan het einde van het seizoen 2009-2010.

## Bekende spelers
- Kike Gandul
- Jonathan Sesma
- Jorge Zapa
- Richard

Deportivo Alavés B ·
SD Amorebieta ·
Barakaldo CF ·
Athletic Bilbao B · 
CD Calahorra ·
CD Ebro ·
SD Ejea ·
Arenas Club de Getxo ·
Haro Deportivo ·
CD Izarra ·
SD Laredo ·
SD Leioa · 
SD Logroñés ·
UD Mutilvera ·
CA Osasuna B ·
Club Portugalete ·
Racing Santander ·
Real Sociedad B · 
SD Tarazona ·
CD Tudelano ·
Real Unión ·